# Argyrophylax albincisa
Argyrophylax albincisa är en tvåvingeart som först beskrevs av Christian Rudolph Wilhelm Wiedemann 1830.  Argyrophylax albincisa ingår i släktet Argyrophylax och familjen parasitflugor.
Artens utbredningsområde är Jungfruöarna. Inga underarter finns listade i Catalogue of Life.